# Камеријано (Новара)
Камеријано је насеље у Италији у округу Новара, региону Пијемонт.
Према процени из 2011. у насељу је живело 935 становника. Насеље се налази на надморској висини од 141 м.